# Hélène Casimir-Perier
Pour les articles homonymes, voir Casimir et Périer.
Pour les autres membres de la famille, voir Famille Casimir-Perier.
Hélène Casimir-Perier, née Hélène Perier-Vitet le 5 septembre 1854 à Groslay, morte le 3 mars 1912 à Paris, est l'épouse de Jean Casimir-Perier, président de la République française du 27 juin 1894 au 16 janvier 1895.

## Biographie

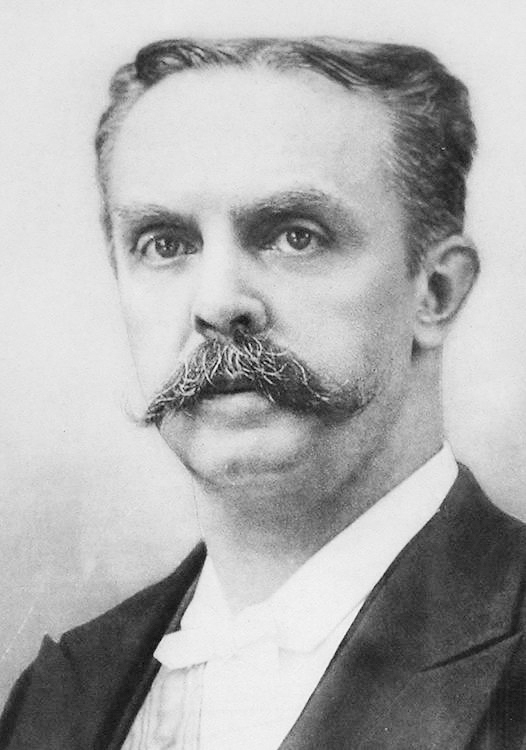
Son mari, Jean Casimir-Perier.

Hélène Louise Mathilde Perier-Vitet est la fille d'Édouard Perier (1813-1865), maître des requêtes au Conseil d'État, et de Mathilda Brockwell. Elle est désignée héritière de son oncle paternel, le député et écrivain Ludovic Vitet, l'époux de sa tante Cécile Perier (1814-1858), dont il n'a pas d'enfant. Elle est la petite-fille de Scipion Perier (1776-1821).
Elle se marie le 17 avril 1873 à Jean Casimir-Perier, un cousin. Celui-ci, petit-fils d'un président du conseil de Louis-Philippe Ier (Casimir Perier) est néanmoins très influencé par sa femme qui le pousse à se présenter à la présidence de la République.

### Épouse du président de la République
Le couple présidentiel — avec ses deux enfants, Claude et Germaine — emménage au palais de l'Élysée le 27 juin 1894. Il quitte sa propriété, le château de Vizille dans lequel la très riche Hélène Casimir-Perier, grande mondaine, avait pour coutume de recevoir le Tout-Paris.
Jean Casimir-Perier démissionne seulement sept mois après son arrivée au pouvoir, ce qui en fait la présidence la plus courte dans l'histoire de la République française. Son épouse accueille sèchement la nouvelle, le président ne l'ayant guère prévenue. Elle lui dit alors « Si vous m'aviez consultée, je vous aurais empêché de faire une telle sottise ! » ; et lui de répondre « C'est bien pourquoi je ne vous ai rien dit. ». Ils se retirent alors dans leur château. À sa mort, elle est inhumée dans la chapelle funéraire de la famille Casimir-Perier au cimetière de Pont-sur-Seine dans l'Aube.

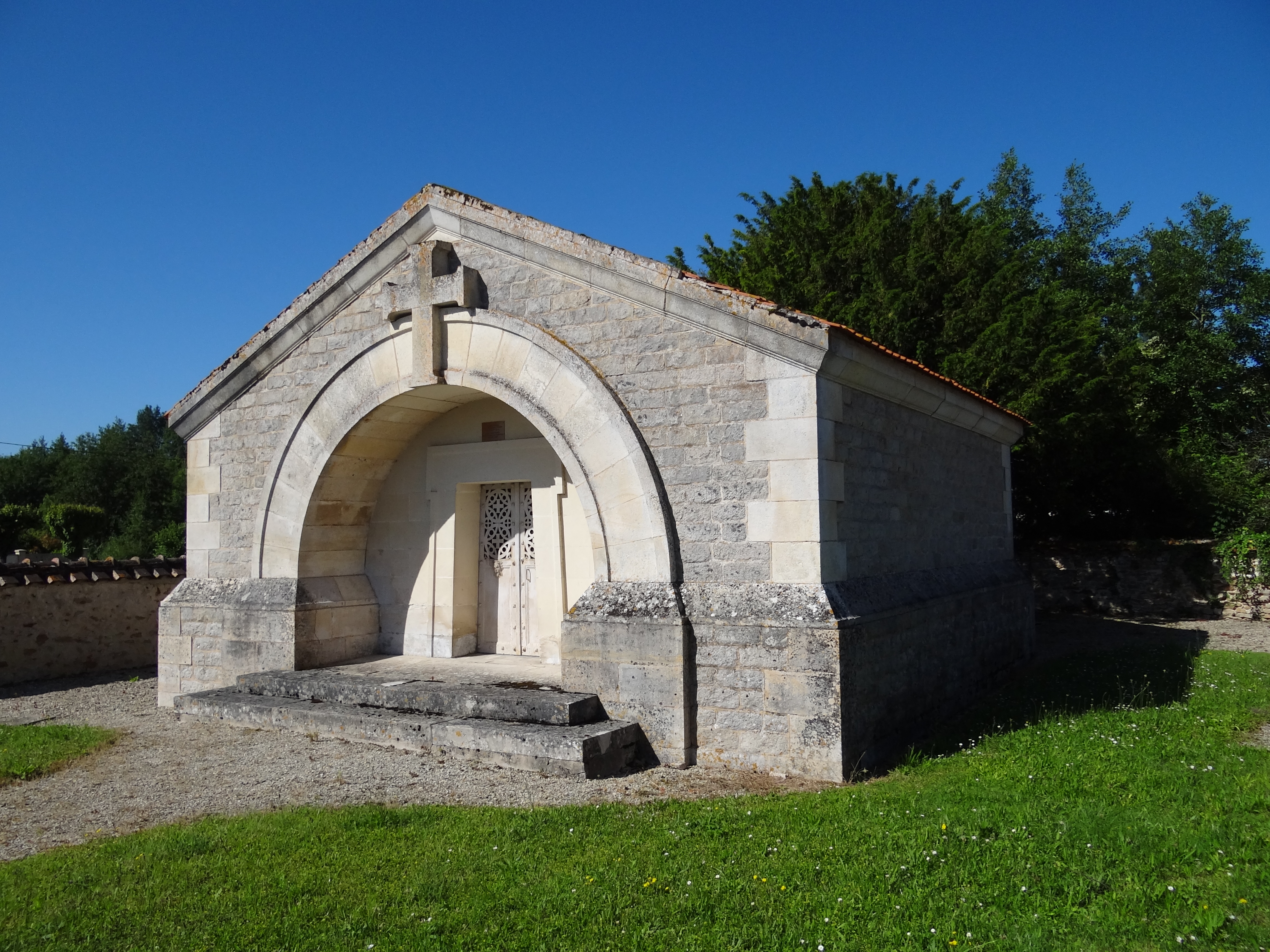
La chapelle funéraire de la famille Casimir-Perier au cimetière de Pont-sur-Seine (Aube).

## Apparence
Grande et blonde, Hélène Casimir-Perier est assez fastueuse dans ses tenues : « Elle porte des robes à traîne sur lesquelles pendent des doubles jupes, les polonaises et les guirlandes posées de biais ».